# Битва над Бугом (1018)
Битва над Бугом (22-23 липня 1018) — бій, що відбувся поблизу сучасного містечка Грубешів (Люблінське воєводство, Польща), над річкою Західний Буг між військами польського князя Болеслава І Хороброго з одного боку і військом київського князя Ярослава I Мудрого з іншого, внаслідок якого військо Ярослава було вщент розгромлене, а сам він з кількома дружинниками утік до Новгорода (на думку Юрія Диби й Ігоря Мицька, цим Новим городом міг бути розташований на Лузі, волинський го́род — дитинець майбутнього Володимира).

## Передісторія
У 1016 р. Ярослав на чолі новгородських і найманих варязьких військ здобув перемогу над Святополком та його союзниками печенігами під Любечем на Дніпрі і став великим князем київським. 1017 року Київ витримав печенізьку облогу.
У 1018 році на Русь рушив Болеслав Хоробрий, Ярослав вийшов на Волинь назустріч йому з київсько-новгородсько-варязьким військом.

## Хід битви
Два війська зустрілися на Західному Бузі і деякий час не наважувалися перейти річку. Це несподівано зробив Болеслав, тягнучи за собою своїх воїнів. Ярослав зазнав нищівної поразки.

## Наслідки
Святополк увійшов у Київ і розмістив польські війська в містах, де почало назрівати невдоволення, а потім і за наказом самого Святополка стали організовуватися вбивства поляків. У нагороду за допомогу в відвоюванні київського престолу Святополк віддав Болеславу завойовані Володимиром Святим червенські гради на лівому березі Західного Бугу, і польські війська залишили Русь.
Після поразки Ярослав утік до Новгорода і хотів тікати далі до Швеції, але був затриманий новгородцями, що побоюються помсти Святополка. 1019 року було зібране нове військо, причому на його оснащення був проведений збір коштів у розмірі 4 кун з мужів, по 10 гривень зі старійшин і по 18 гривень з бояр. Святополк виявився не готовий до протистояння і відразу втік до печенігів, поступившись київським престолом Ярославу. У тому ж році Святополк воював з ним у вирішальній битві на річці Альті.